# Monolophosaurus
Monolophosaurus là một chi khủng long, được Zhao X. & P. Currie mô tả khoa học năm 1994.